# Nas Estrelas (álbum)
Nas Estrelas é um álbum autoral de música instrumental de Paulo Leão e seu filho Vitor Leão, lançado em 2024.

## Descrição
Distribuído internacionamente pela Freshtunes, o álbum Nas Estrelas é totalmente composto por músicas autorais e foi gravado utilizando majoritariamente as guitarras tocadas por Paulo e Vitor. As poucas exceções foram em duas faixas o uso de bateria programada e contrabaixo virtual e, na faixa "A Era Azul", a participação da oboísta Marina Elisabete.
A ideia de criar o álbum neste formato, e com temática cósmica, surgiu à partir da experiência de avistamento de um ovni vivenciada por Paulo e Vitor, em Minas Gerais, no ano de 2019. Primeiramente eles compuseram ao piano, a quatro mãos, a música "OVNI", e posteriormente mais quinze músicas. Na finalização do álbum a dupla optou por lançá-lo com apenas doze canções.
Todas as faixas foram gravadas em estúdio próprio, o 'Bedroom Records', entre 2019 e 2023, principalmente durante a pandemia de covid-19. A conclusão e lançamento do trabalho se deu em 2024.
Nas Estrelas está presente nas plataformas digitais de streaming e recebeu no Canadá o prêmio 'Honorable Mention', no Widescreen Film & Video Festival – 2024, pelo clipe da música-título, que foi lançada como single em 2021 e relançada em 2024 na versão remasterizada.
Vitor Leão lançou outros trabalhos solo com seu outro nome artístico, Vitor Levenhagen.

## Faixas
1. "Sun" (Vitor Leão) – 1:23
2. "Nebulosa" (Paulo Leão) – 1:23
3. "Noite Veloz" (Vitor Leão) – 2:52
4. "A Era Azul" (Vitor Leão/Paulo Leão) – 2:11
5. "Superfície Planetária de Metal Líquido a 5000 Graus (Netuno 5000 Graus)" (Vitor Leão) – 2:45
6. "Blues do Entardecer" (Paulo Leão) – 3:14
7. "Sirius" (Vitor Leão) – 1:16
8. "ORCS" (Vitor Leão) – 2:00
9. "Planetarium" (Vitor Leão) – 1:42
10. "Aldebaran" (Paulo Leão) – 1:03
11. "Anos-Luz" (Paulo Leão) – 4:56
12. "OVNI" (Paulo Leão/Vitor Leão) – 1:03
13. "Nas Estrelas" (Paulo Leão) – 4:04 - esta, lançada separadamente, como EP.

## Créditos
- Guitarras – Paulo Leão e Vitor Leão
- Contrabaixo - Vitor Leão e Paulo Leão
- Violão - Vitor Leão
- Piano – Paulo Leão e Vitor Leão
- Participação especial de  Marina Elisabete, oboé, em "A Era Azul"
- Estúdio de gravação: Bedroom Records
- Produzido e masterizado por BlackCube Records
- Direção Artística: Paulo Leão
- Arranjos:  Vitor Leão e Paulo Leão
- Projeto Gráfico: Paulo Leão e Vitor Leão